# Anne Archer
Anne Archer, född 25 augusti 1947 i Los Angeles, Kalifornien, är en amerikansk skådespelare. Hennes föräldrar Marjorie Lord och John Archer var båda skådespelare. 

## Biografi
Archer gifte sig med William Davis 1968, men de upplöste senare äktenskapet. År 1978 gifte hon sig med Terry Jastrow. Archer har två söner, en från varje äktenskap. År 1991 berättade Archer om sin abort offentligt, och hon har varit en aktivist för Planned Parenthood (amerikansk organisation som bland annat verkar för allas rätt till abort i USA).
Archers första stora filmroll var tillsammans med Jon Voight 1973 i filmen The All-American Boy. Hon arbetade sedan off-Broadway under tidigt 1980-talet. En genombrottsroll för Archer var 1987 med thrillern Farlig förbindelse, där hon spelar hustrun till Michael Douglas karaktär. Hon prisades för den filmen med en Oscarsnominering för bästa kvinnliga biroll. År 1992 spelade hon hustrun till CIA-mannen Jack Ryan i Patrioter med Harrison Ford.
Hon är medlem i Scientologikyrkan och talesperson för dess frontgrupp Applied Scholastics. Archer är en av de kändisar som förekommer i Scientologikyrkans rekryteringsfilm Orientation: A Scientology Information Film. Hon tilldelades 1997 International Association of Scientologists "Freedom Medal". Hennes son, Tommy Davis, var ledare för Scientologikyrkans Celebrity Centre i Hollywood till 2011 och har synts som talesperson för Scientologikyrkan i media, bland annat i BBC:s dokumentärfilm Scientology and Me från 2007.

## Filmografi i urval
- 1970 – Hawaii Five-O (TV-serie) (1 avsnitt)
- 1971 – Alias Smith & Jones (TV-serie) (1 avsnitt)
- 1971 – Brottsplats: San Francisco (TV-serie) (1 avsnitt)
- 1971 – Gänget (TV-serie) (1 avsnitt)
- 1975–1976 – Krona eller klave (TV-serie) (3 avsnitt)
- 1975 – Lilla huset på prärien (TV-serie) (1 avsnitt)
- 1976 – McCloud (TV-serie) (1 avsnitt)
- 1980 – Lyft Titanic
- 1985 – Maktkamp på Falcon Crest (TV-serie) (22 avsnitt)
- 1987 – Farlig förbindelse
- 1990 – Farligt möte
- 1992 – Patrioter
- 1993 – Short Cuts
- 1993 – Älska till döds
- 1994 – Påtaglig fara
- 1996 – Mojave Moon
- 2000 – Rules of Engagement
- 2003 – Boston Public (TV-serie) (3 avsnitt)
- 2004 – The L Word (TV-serie) (3 avsnitt)
- 2005 – Man of the House
- 2006–2008 – Ghost Whisperer (TV-serie) (4 avsnitt)
- 2006 – It's Always Sunny in Philadelphia (TV-serie) (3 avsnitt)
- 2008 – Felon
- 2008 – Flickvänner från förr
- 2016 – Law & Order: Special Victims Unit (TV-serie) (1 avsnitt)
- 2022 – The Dropout (TV-serie)